# ماتیو اسپرینگ
ماتیو اسپرینگ (انگلیسی: Matthew Spring؛ زادهٔ ۱۷ نوامبر ۱۹۷۹ بازیکن فوتبال اهل بریتانیا است.
از باشگاه‌هایی که در آن بازی کرده‌است می‌توان به باشگاه فوتبال چارلتون اتلتیک، باشگاه فوتبال وایکام واندررز، باشگاه فوتبال شفیلد یونایتد، باشگاه فوتبال همل همپستید تاون، باشگاه فوتبال سنت نئوتز تاون، باشگاه فوتبال لیتون اورینت، باشگاه فوتبال لیدز یونایتد، باشگاه فوتبال واتفورد، و باشگاه فوتبال لوتون تاون اشاره کرد.